# The WB
The WB — колишня американська телевізійна мережа. Канал був запущений 11 січня 1995 року та проіснував понад десять років. 24 січня 2006 року власники каналу CBS Corporation та Warner Bros. оголосила про плани закриття збиткових каналів The WB та UPN та їх об'єднання в нову телемережу The CW запущену 18 вересня того ж року, одразу після припинення мовлення свого каналу. Власник — WarnerMedia.

## Історія
Ідея запуску каналу прийшла керівництву Warner Bros. на початку дев'яностих, коли молода мережа Fox знайшла успіх у рейтингах завдяки орієнтації на молоду аудиторію, а паралельно з цим синдикаційні серіали, такі як «Рятувальники Малібу» та «Зоряний шлях: Наступне покоління» мали великий успіх у світі. 2 листопада 1993 року Warner Bros. оголосила про запуск каналу і незалежна компанія-власник ряду регіональних станцій, Tribune Broadcasting, приєдналася до проєкту. Мовлення почалося в 1995 році, але успіх прийшов лише восени наступного року завдяки виходу телесеріалу «Сьоме небо».
У 1997 році канал випустив серіал «Баффі — переможниця вампірів», який хоч і не став хітом, але отримував хороші відгуки від критиків, після чого почався випуск націлених на молоду аудиторію серіалів, таких як «Затока Доусона», «Фелісіті», «Усі жінки — відьми», що поставили рейтинговий рекорд прем'єри в історії каналу, «Таємниці Смолвіля», а також менш успішні «Розвелл», «Кращі» та "«Ангел». Проте найрейтинговішим шоу в історії мережі стала сімейна драма «Сьоме небо», яка до 1999 року наростила аудиторію до 12,5 мільйонів глядачів.
На початку двохтисячних канал не зміг випустити нові успішні шоу, а тим часом колишні хіти завершилися або втратили рейтингові позиції. У період між 2003–2005 роками вижили лише серіали «Школа виживання» та «Надприродне», рейтинги якого ніколи не досягали чисел колишніх хітів каналу. Кожна з драм каналу в той період провалювалася і на подив знайшов успіх ситком «Ріба» із зіркою кантрі Рібою Макінтайр у головній ролі, став винятком з низки невдач і гучних провалів, таких як «Хижі птахи». Внаслідок цього в сезоні 2004-05 канал зайняв останнє місце в рейтингах, опустившись нижче за свого головного конкурента UPN і навіть іспаномовного Univision, попри доступність мережі в 91,66 відсотках усіх домогосподарств країни.
На початку 2006 року власники каналу оголосили про його закриття та об'єднання з головним конкурентом, UPN, для запуску The CW. Ця подія стала одним із найбільш невдалих рішень у телевізійній історії й The CW також регулярно виявлявся непопулярним каналом з п'яти ефірних мереж. В результаті об'єднання каналів половина місцевих філій залишилася сама по собі й об'єдналася в незалежну мережу MyNetworkTV, ідея якої також провалилася і після двох сезонів невдач з оригінальним програмуванням канал відмовився від нього і почав випускати лише повтори старих серіалів. Останній день трансляції The WB, у який вийшла спеціальна програма за участю зірок старих хітів, приваблювала лише один пункт рейтингу та двовідсоткову частку від загальної кількості глядачів, які спостерігали телебачення того дня..